# Relações entre Portugal e Timor-Leste
As relações entre Portugal e Timor-Leste são de longa data, sendo o actual território timorense parte do Império Português, que o administrou como colónia denominada Timor Português desde o século XVI até 1975. Ambos os países mantêm relações diplomáticas ao nível de embaixadas, estabelecendo as respectivas missões diplomáticas em Díli e Lisboa. Sendo a língua portuguesa uma das línguas oficiais de ambas as nações, fazem parte da Comunidade dos Países de Língua Portuguesa (CPLP).

## História
Os portugueses chegaram à ilha de Timor em busca de novas rotas marítimas para o comércio de especiarias e instalaram-se em 1520 na sua parte oriental. Os holandeses, por sua vez, também chegaram durante o século XVII e instalaram-se na metade ocidental da ilha. Um tratado concluído em 1859 formalizou a divisão da ilha em duas partes pelos colonizadores europeus. O cristianismo chegou a Timor através dos portugueses, que desde o início realizaram a evangelização católica aos habitantes do território, sendo o catolicismo a religião maioritária dos timorenses até hoje.
Após os primeiros movimentos de independência na parte da ilha controlada por Portugal, Timor-Leste declarou-se nação independente em 28 de novembro de 1975, sendo pouco depois invadido pela Indonésia, que o ocupou militarmente e o anexou como parte do seu território. A invasão trouxe consigo uma série de impasses diplomáticos entre Portugal e a Indonésia. Durante este período, muitos políticos pró-independência de Timor-Leste exilaram-se e reorganizaram-se em Portugal contra as autoridades indonésias, como os membros da União Democrática Timorense.
Em 1987, o Primeiro-Ministro de Portugal, Aníbal Cavaco Silva, acusou a Indonésia de violar os direitos humanos mais básicos no território timorense, apoiando o direito à autodeterminação de Timor-Leste.
No início da década de 1990, as Nações Unidas ainda considerava Portugal como a autoridade administrativa em Timor-Leste. Por seu lado, as autoridades portuguesas viam uma “obrigação moral” de continuarem envolvidos nos assuntos de uma ex-colónia. Portugal tentou fazer com que o governo indonésio concordasse com um acordo, e até com a independência, para Timor-Leste. No entanto, a Indonésia recusou a oferta devido ao receio de que outros movimentos separatistas pudessem ser encorajados.

## Visitas oficiais
Em 2007 e 2010, o Presidente timorense José Ramos Horta (que é meio português) visitou o primeiro-ministro português José Sócrates em visita de Estado. Sócrates disse que Portugal irá fortalecer as relações com Timor-Leste em vários sectores, incluindo educação, justiça, tecnologia e política, acrescentando que esses sectores são vitais para o futuro de Timor-Leste.

## Ajuda externa portuguesa
Portugal é o maior doador de ajuda externa a Timor-Leste, tendo concedido mais de 350 milhões de dólares desde que votou pela independência da Indonésia em 1999.

## Missões diplomáticas
- Portugal abriu a sua embaixada em Díli.
- Timor-Leste mantém embaixada em Lisboa.

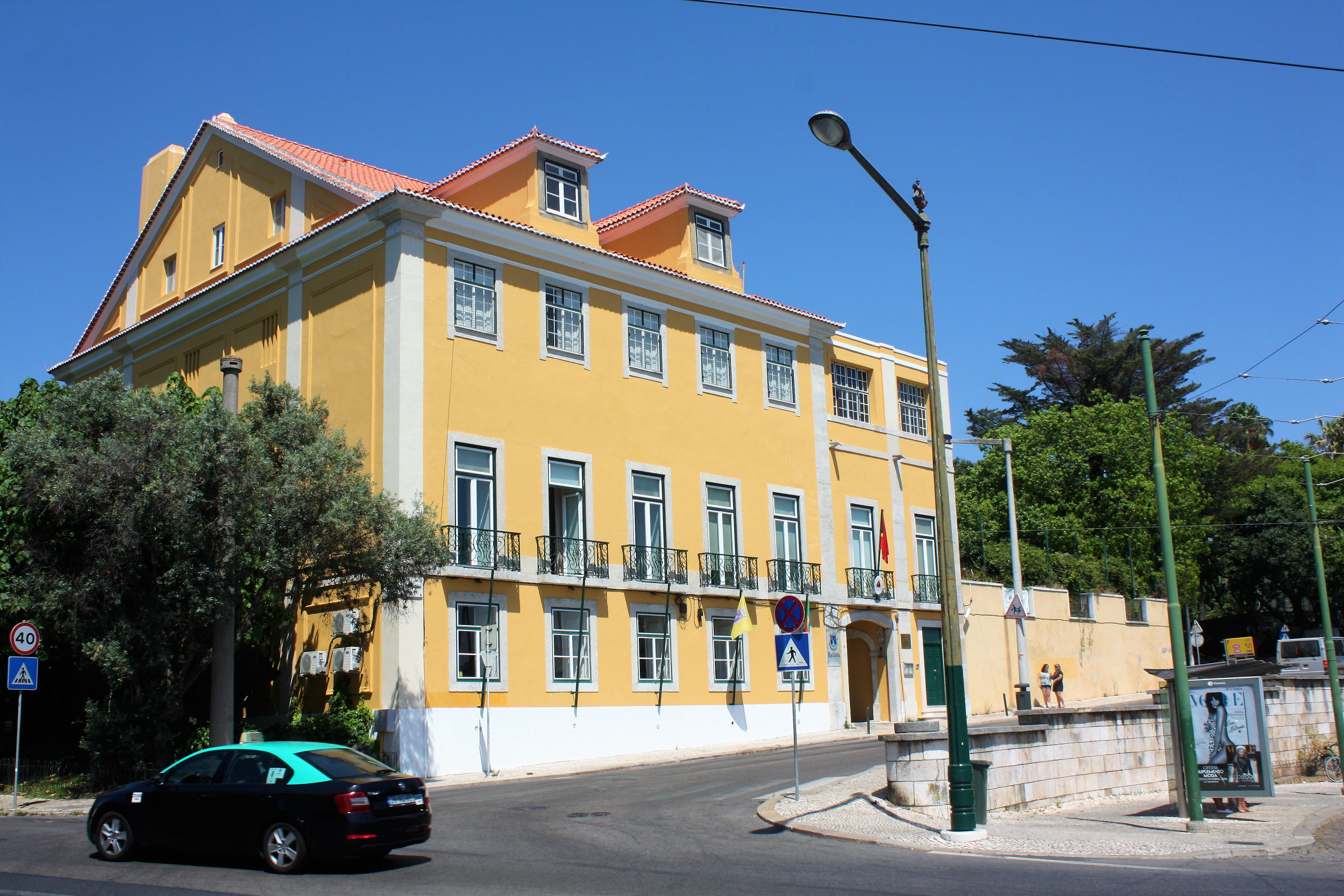
Embaixada de Timor-Leste em Lisboa
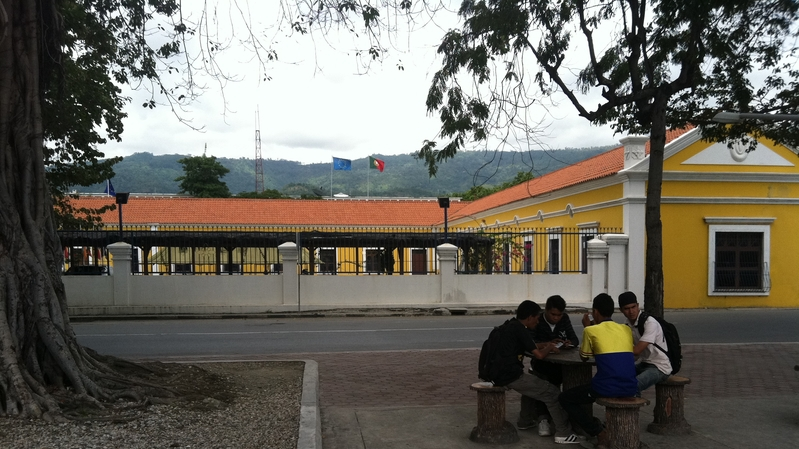
Embaixada de Portugal em Díli